# Polimerização por coordenação
Polimerização por coordenação é uma forma de polimerização que é catalisada por sais de metais de transição.

## Tipos de polimerização por coordenação de alcenos

### Polimerização por coordenação utilizando catalisadores Ziegler-Natta heterogêneos
A polimerização por coordenação começou na década de 1950 com os catalisadores heterogêneos Ziegler-Natta suportados por tetracloreto de titânio (TiCl4) e catalisadores orgânicos de alumínio. A mistura de TiCl4 com complexos de trialquilalumínio produz sólidos contendo Ti (III) que catalisam a polimerização de eteno e propeno. A natureza do centro catalítico tem atraído grande interesse porém ainda é incerta. Diversos aditivos e variações da receita original foram reportados.

### Polimerização por coordenação utilizando catalisadores Ziegler-Natta homogêneos
Em algumas aplicações, a polimerização heterogênea de Ziegler-Natta tem sido superada pelo uso de catalisadores homogêneos como o catalisador de Kaminsky descoberto na década de 1970. Na década de 1990 foram desenvolvidos novos catalisadores pós-metalocênicos. Monômeros apolares típicos desse tipo de polimerização incluem o eteno e propeno. O desenvolvimento da polimerização por coordenação que possibilita a copolimerização de monômeros polares é mais recente. Exemplos de monômeros que podem ser incorporados são metil vinil cetonas, metil metacrilato e acrilonitrila.

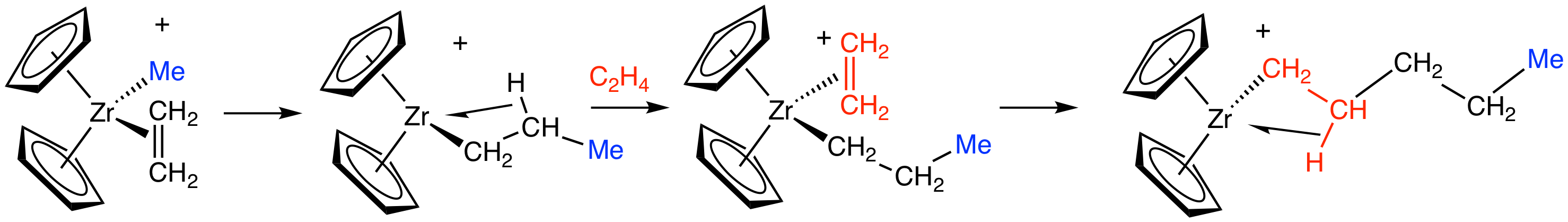
Mecanismo simplificado da polimerização do eteno utilizando um catalisador de zircônio (Zr).